# آلپورا

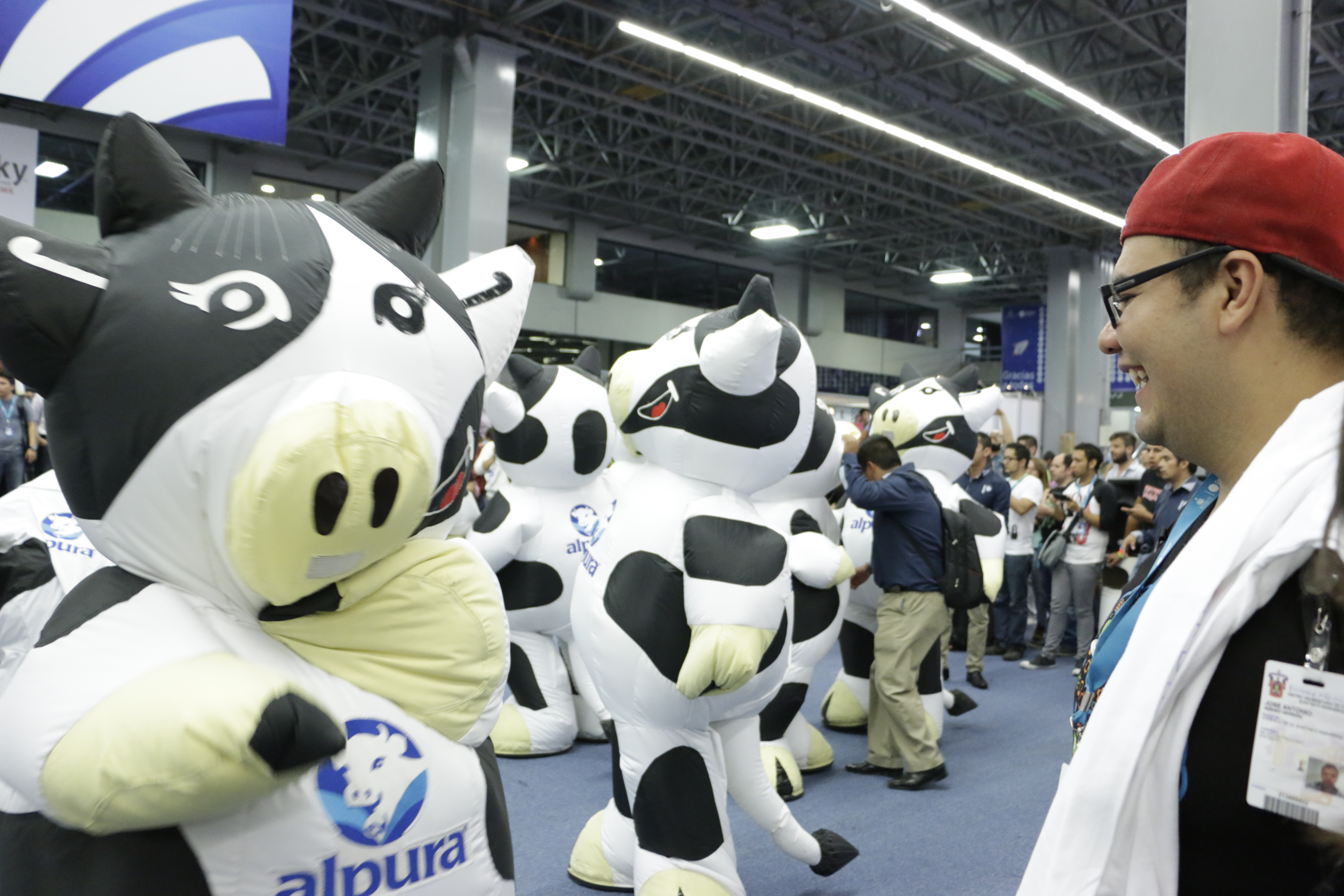
آلپورا (انگلیسی: Alpura) شرکت صنایع غذایی مکزیکی است، که در سال ۱۹۷۳ تأسیس شد.